# Kore Yamazaki
Kore Yamazaki (ヤマザキ コレ Yamazaki Kore, * 10. Juni 1990 in Hokkaido) ist eine japanische Mangaka.

## Leben
Yamazaki wurde als jüngstes von vier Kindern in Hokkaido geboren. Da der Altersunterschied zu ihren älteren Geschwistern sehr groß war, verbrachte sie ihre Kindheit zum großen Teil alleine. Sie begann bereits im Alter von sieben Jahren Manga zu malen. Die Entscheidung Manga-Autorin zu werden, traf sie an der Oberschule.

## Werke
Ihren ersten Manga Futari no Renai Shoka schrieb Kore Yamazaki im Jahr 2012. Zuvor veröffentlichte sie selbst geschriebene Dōjinshi im Internet. Mit dem ab 2013 veröffentlichten Manga Die Braut des Magiers erlangte sie internationale Bekanntheit. So verkaufte sich der Manga allein in Japan über vier Millionen Mal und wurde zwischenzeitlich in 14 Sprachen übersetzt. Mehrere Bände der Mangaserie schafften es in die Bestsellerliste der Rubrik Manga der New York Times. Mit Frau Faust begann Yamazaki im Jahr 2014 ihre dritte Mangaserie.

## Inspiration
Als Kind hat sie viele Fantasybücher über Feen gelesen, deren Handlung in England stattfanden. In einem Interview erzählte Yamazaki, dass sie sich von der keltischen Mythologie inspirieren lasse.

## Veröffentlichungen
- seit 2012: Futari no Renai Shoka
- seit 2013: Die Braut des Magiers
- seit 2014: Frau Faust

## Auszeichnungen und Nominierungen
| Jahr | Auszeichnung     | Kategorie    | für                   | Resultat        | Quellen |
| ---- | ---------------- | ------------ | --------------------- | --------------- | ------- |
| 2015 | Manga Taishō     | Manga        | Die Braut des Magiers | Platz 12 von 14 | [ 9 ]   |
| 2017 | PENG!-Comicpreis | Bester Manga | Die Braut des Magiers | Gewonnen        | [ 10 ]  |